# پرستو ۱۴ (هواپیما)
هواپیمای «پرستو ۱۴» هواپیمای آموزشیِ ایرانی است که توسط متخصصان و کارکنان مرکز تعمیرات فرماندهی آماد و پشتیبانی نیروی هوایی ارتش جمهوری اسلامی ایران ساخته شده، که بعد از سپری کردن آزمایش‌های مقدماتی-تکمیلی به ناوگان پروازی نیروی هوایی ارتش اضافه شده‌است.
هواپیمای پرستو-۱۴ در شهریور سال ۱۳۹۲ طیِ مراسمی که در «پایگاه شکاری شهید سرلشکر خلبان حسین لشگری» برگزار گردید، به ناوگان پروازی نیروی هوایی ارتش جمهوری اسلامی ایران اضافه شد. بنا به گفتهٔ جانشین فرمانده نیروی هوایی ارتش -- محسن دره باغی-- تولید این گونه از هواپیماهای آموزشی که با بهره‌گیری از فناوری‌های پیشرفته هوایی انجام می‌گیرد ادامه خواهد شد.